# Le souper de Beaucaire

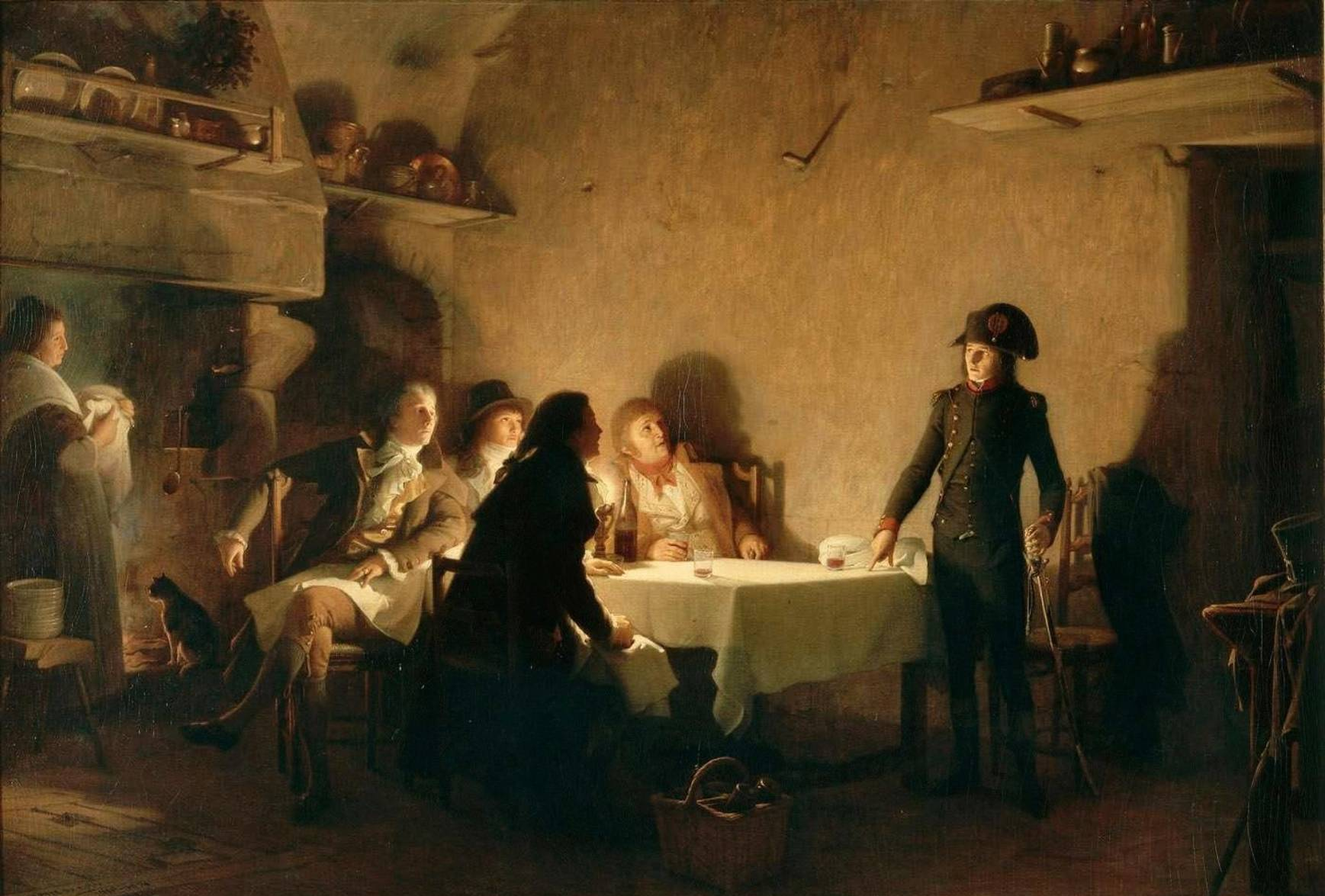
"Le souper de Beaucaire", tela di Jean Lecomte du Nouÿ, 1869–94

Le souper de Beaucaire è un opuscolo politico scritto da Napoleone Bonaparte nell'estate del 1793.

## Contesto
A quattro anni dallo scoppio della rivoluzione la Francia era in preda alla guerra civile. Bonaparte, coinvolto nella repressione delle città ribelli del Midi durante la rivolta federalista, pensò di poter guadagnare benemerenze con una pubblica presa di posizione a favore della Convenzione.

## Descrizione
Nel 1793 Bonaparte pubblicò a sue spese un pamphlet politico intitolato Le Souper de Beaucaire. Il pamphlet descrive un immaginario dialogo politico svoltosi, nel corso di una cena nel centro fieristico di Beaucaire nel dipartimento del Gard, tra due commercianti marsigliesi, entrambi favorevoli alla rivolta, un artgiano di Montpellier, molto più scettico, e un ufficiale dell'esercito, che impersonava Napoleone. Senza entrare nel merito delle ragioni della rivolta, l'ufficiale la condannava per avere causato la rottura dell'unità repubblicana, esponendo i traguardi della rivoluzione ai contraccolpi dei suoi nemici, e concludeva che proprio la scelta di opporsi alla Convenzione aveva fatto passare i rivoltosi dalla parte del torto.
Il testo incontrò il favore delle autorità repubblicane del luogo, tanto che i rappresentanti della Convenzione decisero di stamparne una seconda edizione edita a Valence a spese dell'erario.